# Copa del Món de Futbol de 1958 - Grup 4
El Grup 4 de la Copa del Món de Futbol 1958, disputada a Suècia, estava compost per quatre equips, que s'enfrontaren entre ells amb un total de 6 partits. Els dos millors classificats passaren a jugar la segona fase, els quarts de final. En cas d'empat entre dos seleccions es disputà un partit de desempat.

## Integrants
El grup 4 està integrat per les seleccions següents:
| Brasil | Unió Soviètica | Anglaterra | Àustria |
| ------ | -------------- | ---------- | ------- |

## Classificació
| Pos | Equip          | PJ | PG | PE | PP | GF | GC | GR    | Pts | Classificació                      |
| --- | -------------- | -- | -- | -- | -- | -- | -- | ----- | --- | ---------------------------------- |
| 1   | Brasil         | 3  | 2  | 1  | 0  | 5  | 0  | —     | 5   | Avança a la segona fase            |
| 2   | Unió Soviètica | 3  | 1  | 1  | 1  | 4  | 4  | 1,000 | 3   | Van disputar un partit de desempat |
| 3   | Anglaterra     | 3  | 0  | 3  | 0  | 4  | 4  | 1,000 | 3   | Van disputar un partit de desempat |
| 4   | Àustria        | 3  | 0  | 1  | 2  | 2  | 7  | 0,286 | 1   |                                    |

## Partits

### Brasil vs Àustria
| Brasil                                | 3–0     | Àustria |
| ------------------------------------- | ------- | ------- |
| Altafini 37', 85' · Nílton Santos 50' | Informe |         |

### Unió Soviètica vs Anglaterra
| Unió Soviètica               | 2–2     | Anglaterra                  |
| ---------------------------- | ------- | --------------------------- |
| Simonyan 13' · A. Ivanov 56' | Informe | Kevan 66' · Finney 85' (p.) |

### Brasil vs Anglaterra
This was the first golless draw in World Cup finals history.
| Brasil | 0–0     | Anglaterra |
| ------ | ------- | ---------- |
|        | Informe |            |

### Unió Soviètica vs Àustria
| Unió Soviètica            | 2–0     | Àustria |
| ------------------------- | ------- | ------- |
| Ilyin 15' · V. Ivanov 62' | Informe |         |

### Anglaterra vs Àustria
| Anglaterra             | 2–2     | Àustria                 |
| ---------------------- | ------- | ----------------------- |
| Haynes 56' · Kevan 74' | Informe | Koller 15' · Körner 71' |

### Brasil vs Unió Soviètica
| Brasil       | 2–0     | Unió Soviètica |
| ------------ | ------- | -------------- |
| Vavá 3', 77' | Informe |                |

### Partit de desempat: Unió Soviètica vs Anglaterra
| Unió Soviètica | 1–0     | Anglaterra |
| -------------- | ------- | ---------- |
| Ilyin 69'      | Informe |            |